# Campionati del mondo di atletica leggera 2019 - Decathlon
La gara del decathlon maschile dei campionati del mondo di atletica leggera 2019 si è svolta tra il 2 e il 4 ottobre allo Stadio internazionale Khalifa di Doha, in Qatar.

## Podio
| Pos.    | Atleta        | Nazionalità | Punti |
| ------- | ------------- | ----------- | ----- |
| Oro     | Niklas Kaul   | Germania    | 8691  |
| Argento | Maicel Uibo   | Estonia     | 8604  |
| Bronzo  | Damian Warner | Canada      | 8529  |

## Situazione pre-gara

### Record
Prima di questa competizione, il record del mondo (RM) e il record dei campionati (RC) erano i seguenti.
| Record mondiale       | 9126 p. | Kévin Mayer Francia      | 16 settembre 2018 Talence, Francia |               |
| Record dei campionati | 9045 p. | Ashton Eaton Stati Uniti | 29 agosto 2015 Pechino, Cina       | Mondiali 2015 |

### Campioni in carica
I campioni in carica, a livello mondiale e olimpico, erano:
| Campione | Atleta                   | Prestazione | Data                                   | Competizione   |
| -------- | ------------------------ | ----------- | -------------------------------------- | -------------- |
| Olimpico | Ashton Eaton Stati Uniti | 8893 p.     | 18 agosto 2016 Rio de Janeiro, Brasile | Olimpiadi 2016 |
| Mondiale | Kévin Mayer Francia      | 8768 p.     | 12 agosto 2017 Londra, Regno Unito     | Mondiali 2017  |

### La stagione
Prima di questa gara, gli atleti con le migliori tre prestazioni dell'anno erano:
| Pos. | Atleta                | Prestazione | Data                           |
| ---- | --------------------- | ----------- | ------------------------------ |
| 1    | Damian Warner Canada  | 8711 p.     | 26 maggio 2019 Götzis, Austria |
| 2    | Niklas Kaul Germania  | 8572 p.     | 14 luglio 2019 Gävle, Svezia   |
| 3    | Lindon Victor Grenada | 8473 p.     | 26 maggio 2019 Götzis, Austria |

## Risultati

### 100 m piani
| Pos. | Batteria | Atleta                  | Nazionalità                 | Tempo | Punti | Note                                     |
| ---- | -------- | ----------------------- | --------------------------- | ----- | ----- | ---------------------------------------- |
| 1    | 3        | Damian Warner           | Canada                      | 10"35 | 1011  |                                          |
| 2    | 3        | Pierce LePage           | Canada                      | 10"36 | 1008  |                                          |
| 3    | 3        | Kévin Mayer             | Francia                     | 10"50 | 975   | Miglior prestazione personale            |
| 4    | 3        | Lindon Victor           | Grenada                     | 10"66 | 938   |                                          |
| 5    | 3        | Solomon Simmons         | Stati Uniti                 | 10"70 | 929   |                                          |
| 6    | 3        | Cedric Dubler           | Australia                   | 10"75 | 917   |                                          |
| 7    | 3        | Harrison Williams       | Stati Uniti                 | 10"76 | 915   |                                          |
| 8    | 2        | Paweł Wiesiołek         | Polonia                     | 10"76 | 915   | Miglior prestazione personale stagionale |
| 9    | 2        | Kai Kazmirek            | Germania                    | 10"82 | 901   | Miglior prestazione personale stagionale |
| 10   | 2        | Devon Williams          | Stati Uniti                 | 10"84 | 897   |                                          |
| 11   | 2        | Georni Jaramillo        | Venezuela                   | 10"88 | 888   |                                          |
| 12   | 2        | Martin Roe              | Norvegia                    | 10"94 | 874   |                                          |
| 13   | 1        | Janek Õiglane           | Estonia                     | 10"94 | 874   | Miglior prestazione personale            |
| 14   | 2        | Vitaliy Zhuk            | Bielorussia                 | 10"95 | 872   |                                          |
| 15   | 1        | Ilya Shkurenyov         | Atleti Neutrali Autorizzati | 11"02 | 856   | Miglior prestazione personale stagionale |
| 16   | 1        | Maicel Uibo             | Estonia                     | 11"10 | 838   | Miglior prestazione personale stagionale |
| 17   | 1        | Tim Nowak               | Germania                    | 11"12 | 834   | Miglior prestazione personale stagionale |
| 18   | 2        | Fredrik Samuelsson      | Svezia                      | 11"13 | 832   |                                          |
| 19   | 1        | Pieter Braun            | Paesi Bassi                 | 11"16 | 825   |                                          |
| 20   | 1        | Niklas Kaul             | Germania                    | 11"27 | 801   |                                          |
| 21   | 1        | Thomas Van der Plaetsen | Belgio                      | 11"38 | 778   |                                          |
| 22   | 2        | Basile Rolnin           | Francia                     | 11"42 | 769   |                                          |
| 23   | 1        | Keisuke Ushiro          | Giappone                    | 11"44 | 765   |                                          |

### Salto in lungo
| Pos. | Gruppo | Atleta                  | Nazionalità                 | Salto | Salto | Salto | Misura | Punti | Note                                     | Punti totali | Pos. |
| Pos. | Gruppo | Atleta                  | Nazionalità                 | 1     | 2     | 3     | Misura | Punti | Note                                     | Punti totali | Pos. |
| ---- | ------ | ----------------------- | --------------------------- | ----- | ----- | ----- | ------ | ----- | ---------------------------------------- | ------------ | ---- |
| 1    | A      | Pierce LePage           | Canada                      | 7,79  | 7,64  | 7,75  | 7,79   | 1007  |                                          | 2015         | 1    |
| 2    | A      | Damian Warner           | Canada                      | x     | 7,41  | 7,67  | 7,67   | 977   |                                          | 1988         | 2    |
| 3    | A      | Ilya Shkurenyov         | Atleti Neutrali Autorizzati | x     | 7,61  | x     | 7,61   | 962   |                                          | 1818         | 6    |
| 4    | A      | Kévin Mayer             | Francia                     | 7,43  | 7,48  | 7,56  | 7,56   | 950   | Miglior prestazione personale stagionale | 1925         | 3    |
| 5    | B      | Lindon Victor           | Grenada                     | 7,41  | 7,44  | 7,51  | 7,51   | 937   | Miglior prestazione personale            | 1875         | 4    |
| 6    | A      | Pieter Braun            | Paesi Bassi                 | 7,21  | 7,47  | 7,11  | 7,47   | 927   |                                          | 1752         | 15   |
| 7    | B      | Georni Jaramillo        | Venezuela                   | 7,15  | 7,47  | 7,14  | 7,47   | 927   |                                          | 1815         | 7    |
| 8    | B      | Maicel Uibo             | Estonia                     | 7,16  | x     | 7,46  | 7,46   | 925   | Miglior prestazione personale stagionale | 1763         | 12   |
| 9    | B      | Solomon Simmons         | Stati Uniti                 | x     | 7,37  | x     | 7,37   | 903   |                                          | 1832         | 5    |
| 10   | A      | Devon Williams          | Stati Uniti                 | 7,15  | 7,36  | x     | 7,36   | 900   |                                          | 1797         | 8    |
| 11   | B      | Janek Õiglane           | Estonia                     | 7,32  | x     | 7,25  | 7,32   | 891   |                                          | 1765         | 11   |
| 12   | A      | Martin Roe              | Norvegia                    | 7,01  | 7,03  | 7,28  | 7,28   | 881   |                                          | 1755         | 14   |
| 13   | A      | Kai Kazmirek            | Germania                    | 7,11  | 7,26  | 6,84  | 7,26   | 876   |                                          | 1777         | 10   |
| 14   | A      | Cedric Dubler           | Australia                   | 7,15  | 7,22  | 7,25  | 7,25   | 874   |                                          | 1791         | 9    |
| 15   | A      | Thomas Van der Plaetsen | Belgio                      | 7,20  | x     | x     | 7,20   | 862   |                                          | 1640         | 20   |
| 16   | B      | Niklas Kaul             | Germania                    | 7,19  | 5,32  | 7,03  | 7,19   | 859   |                                          | 1660         | 19   |
| 17   | B      | Harrison Williams       | Stati Uniti                 | 7,14  | 7,03  | 7,07  | 7,14   | 847   |                                          | 1762         | 13   |
| 18   | A      | Fredrik Samuelsson      | Svezia                      | 7,08  | 7,11  | 7,05  | 7,11   | 840   |                                          | 1672         | 17   |
| 19   | B      | Tim Nowak               | Germania                    | 7,07  | x     | 6,97  | 7,07   | 830   |                                          | 1664         | 18   |
| 20   | B      | Paweł Wiesiołek         | Polonia                     | 6,93  | 6,96  | 7,02  | 7,02   | 818   |                                          | 1733         | 16   |
| 21   | B      | Keisuke Ushiro          | Giappone                    | 6,47  | 6,76  | 6,90  | 6,90   | 790   |                                          | 1555         | 22   |
| 22   | B      | Vitaliy Zhuk            | Bielorussia                 | 6,57  | 6,07  | 6,63  | 6,63   | 727   |                                          | 1599         | 21   |
|      | B      | Basile Rolnin           | Francia                     |       |       |       | dns    | 0     |                                          |              |      |

### Getto del peso
| Pos. | Gruppo | Atleta                  | Nazionalità                 | Lancio | Lancio | Lancio | Misura | Punti | Note                                     | Punti totali | Pos. |
| Pos. | Gruppo | Atleta                  | Nazionalità                 | 1      | 2      | 3      | Misura | Punti | Note                                     | Punti totali | Pos. |
| ---- | ------ | ----------------------- | --------------------------- | ------ | ------ | ------ | ------ | ----- | ---------------------------------------- | ------------ | ---- |
| 1    | A      | Kévin Mayer             | Francia                     | 15,69  | 16,82  | –      | 16,82  | 902   | Miglior prestazione personale            | 2827         | 1    |
| 2    | A      | Lindon Victor           | Grenada                     | 14,96  | 16,24  | 16,23  | 16,24  | 866   | Miglior prestazione personale stagionale | 2741         | 3    |
| 3    | A      | Georni Jaramillo        | Venezuela                   | 15,42  | 15,19  | x      | 15,42  | 816   |                                          | 2631         | 6    |
| 4    | A      | Solomon Simmons         | Stati Uniti                 | x      | 15,33  | 15,02  | 15,33  | 810   |                                          | 2642         | 5    |
| 5    | A      | Pieter Braun            | Paesi Bassi                 | 15,26  | x      | 14,72  | 15,26  | 806   | Miglior prestazione personale stagionale | 2558         | 10   |
| 6    | B      | Paweł Wiesiołek         | Polonia                     | x      | 14,52  | 15,26  | 15,26  | 806   | Miglior prestazione personale            | 2539         | 12   |
| 7    | A      | Janek Õiglane           | Estonia                     | 15,00  | 14,72  | 15,20  | 15,20  | 802   |                                          | 2567         | 8    |
| 8    | A      | Damian Warner           | Canada                      | 13,66  | 15,17  | 14,97  | 15,17  | 800   |                                          | 2788         | 2    |
| 9    | A      | Vitaliy Zhuk            | Bielorussia                 | 15,13  | 14,85  | 15,04  | 15,13  | 798   |                                          | 2397         | 20   |
| 10   | B      | Maicel Uibo             | Estonia                     | 14,35  | 14,63  | 15,12  | 15,12  | 797   | Miglior prestazione personale            | 2560         | 9    |
| 11   | A      | Niklas Kaul             | Germania                    | 15,10  | 14,89  | x      | 15,10  | 796   |                                          | 2456         | 16   |
| 12   | A      | Martin Roe              | Norvegia                    | 15,08  | 14,87  | x      | 15,08  | 795   |                                          | 2550         | 11   |
| 13   | B      | Ilya Shkurenyov         | Atleti Neutrali Autorizzati | 14,48  | 14,47  | 14,71  | 14,71  | 772   | Miglior prestazione personale stagionale | 2590         | 7    |
| 14   | B      | Tim Nowak               | Germania                    | 13,65  | 14,69  | 14,48  | 14,69  | 771   |                                          | 2435         | 17   |
| 15   | A      | Keisuke Ushiro          | Giappone                    | 13,52  | 14,23  | 14,31  | 14,31  | 747   |                                          | 2302         | 22   |
| 16   | B      | Kai Kazmirek            | Germania                    | 13,56  | 14,30  | 14,28  | 14,30  | 747   |                                          | 2524         | 13   |
| 17   | B      | Fredrik Samuelsson      | Svezia                      | 13,77  | x      | 13,97  | 13,97  | 727   |                                          | 2399         | 19   |
| 18   | B      | Harrison Williams       | Stati Uniti                 | 13,66  | 13,41  | 13,78  | 13,78  | 715   |                                          | 2477         | 15   |
| 19   | B      | Thomas Van der Plaetsen | Belgio                      | x      | 13,78  | x      | 13,78  | 715   |                                          | 2355         | 21   |
| 20   | B      | Devon Williams          | Stati Uniti                 | 13,76  | x      | 13,63  | 13,76  | 714   |                                          | 2511         | 14   |
| 21   | B      | Pierce LePage           | Canada                      | 13,21  | x      | x      | 13,21  | 680   |                                          | 2695         | 4    |
| 22   | B      | Cedric Dubler           | Australia                   | 12,43  | 12,27  | 11,63  | 12,43  | 633   |                                          | 2424         | 18   |

### Salto in alto
| Pos. | Gr. | Atleta                  | Nazionalità                 | Salti | Salti | Salti | Salti | Salti | Salti | Salti | Salti | Salti | Salti | Salti | Salti | Salti | Salti | Salti | Ris. | Punti | Note                                     | Pt. tot. | Pos. |
| Pos. | Gr. | Atleta                  | Nazionalità                 | 1,78  | 1,81  | 1,84  | 1,87  | 1,90  | 1,93  | 1,96  | 1,99  | 2,02  | 2,05  | 2,08  | 2,11  | 2,14  | 2,17  | 2,20  | Ris. | Punti | Note                                     | Pt. tot. | Pos. |
| ---- | --- | ----------------------- | --------------------------- | ----- | ----- | ----- | ----- | ----- | ----- | ----- | ----- | ----- | ----- | ----- | ----- | ----- | ----- | ----- | ---- | ----- | ---------------------------------------- | -------- | ---- |
| 1    | A   | Maicel Uibo             | Estonia                     | –     | –     | –     | –     | –     | –     | –     | o     | –     | o     | xo    | xo    | xo    | xo    | xxx   | 2,17 | 963   | Miglior prestazione personale stagionale | 3523     | 5    |
| 2    | A   | Ilya Shkurenyov         | Atleti Neutrali Autorizzati | –     | –     | –     | –     | o     | –     | o     | o     | xo    | xo    | xxo   | xxo   | r     |       |       | 2,11 | 906   | Miglior prestazione personale stagionale | 3496     | 6    |
| 3    | A   | Thomas Van der Plaetsen | Belgio                      | –     | –     | –     | –     | –     | –     | –     | o     | –     | xxo   | xo    | xxx   |       |       |       | 2,08 | 878   |                                          | 3233     | 17   |
| 4    | B   | Lindon Victor           | Grenada                     | –     | –     | –     | –     | o     | o     | o     | o     | o     | xxo   | xxx   |       |       |       |       | ,,05 | 850   | Miglior prestazione personale stagionale | 3591     | 3    |
| 5    | A   | Pierce LePage           | Canada                      | –     | –     | –     | –     | –     | –     | –     | o     | –     | xxo   | r     |       |       |       |       | 2,05 | 850   |                                          | 3545     | 4    |
| 6    | B   | Kai Kazmirek            | Germania                    | –     | –     | –     | –     | –     | o     | –     | o     | xo    | xxo   | xxr   |       |       |       |       | 2,05 | 850   | Miglior prestazione personale stagionale | 3374     | 9    |
| 7    | A   | Cedric Dubler           | Australia                   | –     | –     | –     | –     | –     | –     | –     | xo    | o     | xxx   |       |       |       |       |       | 2,02 | 822   |                                          | 3246     | 15   |
| 8    | B   | Tim Nowak               | Germania                    | –     | –     | –     | –     | o     | –     | o     | xxo   | o     | xxx   |       |       |       |       |       | 2,02 | 822   | Miglior prestazione personale stagionale | 3257     | 13   |
| 9    | A   | Niklas Kaul             | Germania                    | –     | –     | –     | –     | –     | –     | o     | o     | xo    | xxx   |       |       |       |       |       | 2,02 | 822   |                                          | 3278     | 12   |
| 10   | A   | Fredrik Samuelsson      | Svezia                      | –     | –     | –     | –     | o     | –     | xo    | xxo   | xo    | xxx   |       |       |       |       |       | 2,02 | 822   |                                          | 3221     | 18   |
| 11   | B   | Damian Warner           | Canada                      | –     | –     | –     | –     | o     | o     | o     | xo    | xxo   | xxx   |       |       |       |       |       | 2,02 | 822   | Miglior prestazione personale stagionale | 3610     | 2    |
| 12   | B   | Pieter Braun            | Paesi Bassi                 | –     | –     | –     | –     | o     | xo    | o     | xo    | xxo   | r     |       |       |       |       |       | 2,02 | 822   | Miglior prestazione personale stagionale | 3380     | 8    |
| 13   | B   | Kévin Mayer             | Francia                     | –     | –     | –     | o     | –     | xo    | xxo   | xxo   | xxx   |       |       |       |       |       |       | 1,99 | 794   | Miglior prestazione personale stagionale | 3621     | 1    |
| 14   | A   | Vitaliy Zhuk            | Bielorussia                 | –     | –     | o     | o     | o     | o     | xo    | xxx   |       |       |       |       |       |       |       | 1,96 | 767   |                                          | 3164     | 20   |
| 15   | B   | Janek Õiglane           | Estonia                     | –     | –     | o     | o     | o     | xo    | xo    | xxx   |       |       |       |       |       |       |       | 1,96 | 767   |                                          | 3334     | 10   |
| 16   | B   | Solomon Simmons         | Stati Uniti                 | –     | –     | o     | o     | xo    | xo    | xxo   | xxr   |       |       |       |       |       |       |       | 1,96 | 767   |                                          | 3409     | 7    |
| 17   | A   | Paweł Wiesiołek         | Polonia                     | –     | –     | xo    | –     | o     | xo    | xxo   | xxx   |       |       |       |       |       |       |       | 1,96 | 767   |                                          | 3306     | 11   |
| 18   | A   | Harrison Williams       | Stati Uniti                 | –     | –     | o     | –     | o     | o     | xxx   |       |       |       |       |       |       |       |       | 1,93 | 740   |                                          | 3217     | 19   |
| 19   | B   | Devon Williams          | Stati Uniti                 | –     | –     | xxo   | xxo   | xxo   | xxo   | xxx   |       |       |       |       |       |       |       |       | 1,93 | 740   | Miglior prestazione personale stagionale | 3251     | 14   |
| 20   | B   | Keisuke Ushiro          | Giappone                    | –     | –     | o     | o     | xxo   | xxx   |       |       |       |       |       |       |       |       |       | 1,90 | 714   |                                          | 3016     | 21   |
| 21   | B   | Martin Roe              | Norvegia                    | –     | –     | o     | o     | xxx   |       |       |       |       |       |       |       |       |       |       | 1,87 | 687   |                                          | 3237     | 16   |
| 22   | B   | Georni Jaramillo        | Venezuela                   | xxx   |       |       |       |       |       |       |       |       |       |       |       |       |       |       | nm   | 0     |                                          | 2631     | 22   |

### 400 m piani
| Pos. | Batteria | Atleta                  | Nazionalità                 | Tempo | Punti | Note                                     | Punti totali | Pos. |
| ---- | -------- | ----------------------- | --------------------------- | ----- | ----- | ---------------------------------------- | ------------ | ---- |
| "1   | 3        | Pierce LePage           | Canada                      | 47"35 | 941   | Miglior prestazione personale            | 4486         | 2    |
| 2    | 3        | Kai Kazmirek            | Germania                    | 47"35 | 941   |                                          | 4315         | 7    |
| 3    | 3        | Harrison Williams       | Stati Uniti                 | 47"93 | 913   |                                          | 4130         | 15   |
| 4    | 3        | Vitaliy Zhuk            | Bielorussia                 | 48"08 | 905   |                                          | 4069         | 17   |
| 5    | 3        | Damian Warner           | Canada                      | 48"12 | 903   |                                          | 4513         | 1    |
| 6    | 3        | Devon Williams          | Stati Uniti                 | 48"37 | 891   | Miglior prestazione personale stagionale | 4142         | 13   |
| 7    | 3        | Cedric Dubler           | Australia                   | 48"41 | 889   |                                          | 4135         | 14   |
| 8    | 2        | Niklas Kaul             | Germania                    | 48"48 | 886   | Miglior prestazione personale stagionale | 4164         | 11   |
| 9    | 2        | Lindon Victor           | Grenada                     | 48"55 | 883   | Miglior prestazione personale stagionale | 4474         | 4    |
| 10   | 2        | Georni Jaramillo        | Venezuela                   | 48"66 | 877   | Miglior prestazione personale stagionale | 3508         | 21   |
| 11   | 2        | Pieter Braun            | Paesi Bassi                 | 48"79 | 871   | Miglior prestazione personale stagionale | 4251         | 9    |
| 12   | 3        | Kévin Mayer             | Francia                     | 48"99 | 862   | Miglior prestazione personale stagionale | 4483         | 3    |
| 13   | 1        | Janek Õiglane           | Estonia                     | 49"14 | 855   | Miglior prestazione personale            | 4189         | 10   |
| 14   | 2        | Solomon Simmons         | Stati Uniti                 | 49"31 | 847   |                                          | 4256         | 8    |
| 15   | 1        | Ilya Shkurenyov         | Atleti Neutrali Autorizzati | 49"36 | 844   | Miglior prestazione personale stagionale | 4340         | 5    |
| 16   | 2        | Paweł Wiesiołek         | Polonia                     | 49"37 | 844   |                                          | 4150         | 12   |
| 17   | 1        | Tim Nowak               | Germania                    | 49"60 | 833   | Miglior prestazione personale stagionale | 4090         | 16   |
| 18   | 2        | Fredrik Samuelsson      | Svezia                      | 50"08 | 811   |                                          | 4032         | 18   |
| 19   | 1        | Maicel Uibo             | Estonia                     | 50"44 | 794   | Miglior prestazione personale stagionale | 4317         | 6    |
| 20   | 1        | Thomas Van der Plaetsen | Belgio                      | 50"89 | 774   |                                          | 4007         | 19   |
| 21   | 1        | Keisuke Ushiro          | Giappone                    | 51"42 | 750   | Miglior prestazione personale stagionale | 3766         | 20   |
|      | 1        | Martin Roe              | Norvegia                    | -     | 0     | dq                                       | 3237         | 22   |

### 110 m ostacoli
| Pos. | Batteria | Atleta                  | Nazionalità                 | Tempo | Punti | Note                                     | Punti totali | Pos. |
| ---- | -------- | ----------------------- | --------------------------- | ----- | ----- | ---------------------------------------- | ------------ | ---- |
| 1    | 3        | Damian Warner           | Canada                      | 13"56 | 1032  |                                          | 5545         | 1    |
| 2    | 3        | Kévin Mayer             | Francia                     | 13"87 | 991   |                                          | 5474         | 2    |
| 3    | 3        | Devon Williams          | Stati Uniti                 | 13"91 | 986   |                                          | 5128         | 9    |
| 4    | 3        | Solomon Simmons         | Stati Uniti                 | 14"10 | 962   |                                          | 5218         | 7    |
| 5    | 3        | Cedric Dubler           | Australia                   | 14"13 | 958   |                                          | 5093         | 10   |
| 6    | 3        | Pierce LePage           | Canada                      | 14"19 | 950   |                                          | 5436         | 3    |
| 7    | 3        | Georni Jaramillo        | Venezuela                   | 14"19 | 950   |                                          | 4458         | 20   |
| 8    | 1        | Ilya Shkurenyov         | Atleti Neutrali Autorizzati | 14"28 | 939   | Miglior prestazione personale stagionale | 5279         | 5    |
| 9    | 1        | Maicel Uibo             | Estonia                     | 14"43 | 920   | Miglior prestazione personale            | 5237         | 6    |
| 10   | 2        | Harrison Williams       | Stati Uniti                 | 14"43 | 920   | Miglior prestazione personale stagionale | 5050         | 12   |
| 11   | 2        | Vitaliy Zhuk            | Bielorussia                 | 14"49 | 912   | Miglior prestazione personale stagionale | 4981         | 16   |
| 12   | 3        | Pieter Braun            | Paesi Bassi                 | 14"59 | 900   |                                          | 5151         | 8    |
| 13   | 1        | Tim Nowak               | Germania                    | 14"60 | 899   | Miglior prestazione personale stagionale | 4989         | 15   |
| 14   | 2        | Niklas Kaul             | Germania                    | 14"64 | 894   |                                          | 5058         | 11   |
| 15   | 2        | Paweł Wiesiołek         | Polonia                     | 14"65 | 892   |                                          | 5042         | 13   |
| 16   | 2        | Fredrik Samuelsson      | Svezia                      | 14"78 | 876   |                                          | 4908         | 17   |
| 17   | 1        | Thomas Van der Plaetsen | Belgio                      | 14"80 | 874   | Miglior prestazione personale stagionale | 4881         | 18   |
| 18   | 1        | Lindon Victor           | Grenada                     | 14"82 | 871   | Miglior prestazione personale stagionale | 5345         | 4    |
| 19   | 2        | Janek Õiglane           | Estonia                     | 15"13 | 834   |                                          | 5023         | 14   |
| 20   | 1        | Keisuke Ushiro          | Giappone                    | 15"26 | 818   |                                          | 4584         | 19   |
| 21   | 1        | Martin Roe              | Norvegia                    | 15"86 | 749   |                                          | 3986         | 22   |
|      | 2        | Kai Kazmirek            | Germania                    | dnf   | 0     |                                          | 4315         | 21   |

### Lancio del disco
| Pos. | Gruppo | Atleta                  | Nazionalità                 | Lancio | Lancio | Lancio | Misura | Punti | Note                                     | Punti totali | Pos. |
| Pos. | Gruppo | Atleta                  | Nazionalità                 | 1      | 2      | 3      | Misura | Punti | Note                                     | Punti totali | Pos. |
| ---- | ------ | ----------------------- | --------------------------- | ------ | ------ | ------ | ------ | ----- | ---------------------------------------- | ------------ | ---- |
| 1    | B      | Niklas Kaul             | Germania                    | 48,10  | 49,20  | x      | 49,20  | 854   | Miglior prestazione personale            | 5912         | 9    |
| 2    | A      | Ilya Shkurenyov         | Atleti Neutrali Autorizzati | 47,06  | x      | 48,75  | 48,75  | 844   | Miglior prestazione personale            | 6123         | 4    |
| 3    | B      | Keisuke Ushiro          | Giappone                    | 38,88  | 47,44  | 48,41  | 48,41  | 837   | Miglior prestazione personale stagionale | 5421         | 18   |
| 4    | A      | Kévin Mayer             | Francia                     | x      | 48,34  | x      | 48,34  | 836   |                                          | 6310         | 1    |
| 5    | A      | Devon Williams          | Stati Uniti                 | 45,56  | 44,54  | 47,32  | 47,32  | 815   |                                          | 5943         | 7    |
| 6    | B      | Paweł Wiesiołek         | Polonia                     | 45,72  | 47,20  | x      | 47,20  | 812   |                                          | 5854         | 10   |
| 7    | B      | Martin Roe              | Norvegia                    | 47,06  | x      | 47,18  | 47,18  | 812   |                                          | 4798         | 22   |
| 8    | A      | Maicel Uibo             | Estonia                     | 46,64  | 45,72  | 45,32  | 46,64  | 801   | Miglior prestazione personale stagionale | 6038         | 5    |
| 9    | B      | Vitaliy Zhuk            | Bielorussia                 | x      | 46,64  | x      | 46,64  | 801   |                                          | 5782         | 13   |
| 10   | B      | Solomon Simmons         | Stati Uniti                 | 45,25  | 46,26  | x      | 46,26  | 793   | Miglior prestazione personale stagionale | 6011         | 6    |
| 11   | A      | Thomas Van der Plaetsen | Belgio                      | x      | 44,08  | 46,17  | 46,17  | 791   |                                          | 5672         | 16   |
| 12   | B      | Pieter Braun            | Paesi Bassi                 | 45,59  | 43,70  | 44,21  | 45,59  | 779   |                                          | 5930         | 8    |
| 13   | A      | Tim Nowak               | Germania                    | 44,52  | 45,02  | x      | 45,02  | 767   |                                          | 5756         | 14   |
| 14   | A      | Kai Kazmirek            | Germania                    | 44,85  | x      | 43,31  | 44,85  | 764   | Miglior prestazione personale stagionale | 5079         | 21   |
| 15   | A      | Cedric Dubler           | Australia                   | 41,45  | 41,73  | 44,30  | 44,30  | 752   | Miglior prestazione personale            | 5845         | 11   |
| 16   | A      | Harrison Williams       | Stati Uniti                 | 44,23  | 43,42  | x      | 44,23  | 751   | Miglior prestazione personale            | 5801         | 12   |
| 17   | B      | Georni Jaramillo        | Venezuela                   | x      | 43,04  | 44,00  | 44,00  | 746   |                                          | 5204         | 20   |
| 18   | A      | Janek Õiglane           | Estonia                     | x      | 43,37  | 41,24  | 43,37  | 733   |                                          | 5756         | 14   |
| 19   | B      | Fredrik Samuelsson      | Svezia                      | 40,40  | 42,71  | 41,84  | 42,71  | 720   |                                          | 5628         | 17   |
| 20   | B      | Damian Warner           | Canada                      | 38,94  | 42,19  | x      | 42,19  | 709   |                                          | 6254         | 2    |
| 21   | A      | Pierce LePage           | Canada                      | 41,19  | x      | x      | 41,19  | 689   |                                          | 6125         | 3    |
|      | B      | Lindon Victor           | Grenada                     | x      | x      | x      | nm     | 0     |                                          | 5345         | 19   |

### Salto con l'asta
| Pos. | Gruppo | Atleta                  | Nazionalità                 | 4,40 | 4,50 | 4,60 | 4,70 | 4,80 | 4,90 | 5,00 | 5,10 | 5,20 | 5,30 | 5,40 | 5,50 | Risultato | Punti | Note                                     | Punti totali | Pos. |
| ---- | ------ | ----------------------- | --------------------------- | ---- | ---- | ---- | ---- | ---- | ---- | ---- | ---- | ---- | ---- | ---- | ---- | --------- | ----- | ---------------------------------------- | ------------ | ---- |
| 1    | A      | Maicel Uibo             | Estonia                     | –    | –    | –    | –    | –    | –    | o    | o    | o    | xxo  | xo   | xxx  | 5,40      | 1035  | Miglior prestazione personale            | 7073         | 3    |
| 2    | A      | Thomas Van der Plaetsen | Belgio                      | –    | –    | –    | –    | –    | –    | o    | –    | xxo  | o    | xxx  |      | 5,30      | 1004  |                                          | 6676         | 9    |
| 3    | A      | Kai Kazmirek            | Germania                    | –    | –    | –    | –    | –    | o    | –    | xo   | o    | xxx  |      |      | 5,20      | 972   | Miglior prestazione personale            | 6051         | 18   |
| 4    | A      | Pierce LePage           | Canada                      | –    | –    | –    | –    | o    | –    | o    | o    | xo   | xxx  |      |      | 5,20      | 972   |                                          | 7097         | 1    |
| 5    | A      | Ilya Shkurenyov         | Atleti Neutrali Autorizzati | –    | –    | –    | –    | xo   | –    | o    | xo   | xxo  | xxx  |      |      | 5,20      | 972   |                                          | 7095         | 2    |
| 6    | B      | Niklas Kaul             | Germania                    | –    | –    | o    | o    | o    | o    | o    |      |      |      |      |      | 5,00      | 910   | Miglior prestazione personale            | 6822         | 6    |
| 6    | A      | Janek Õiglane           | Estonia                     | –    | –    | –    | –    | o    | –    | o    | xxx  |      |      |      |      | 5,00      | 910   |                                          | 6666         | 10   |
| 8    | A      | Tim Nowak               | Germania                    | –    | –    | –    | o    | xxo  | o    | xxx  |      |      |      |      |      | 4,90      | 880   |                                          | 6636         | 13   |
| 9    | B      | Paweł Wiesiołek         | Polonia                     | –    | o    | o    | o    | o    | xo   | xxx  |      |      |      |      |      | 4,90      | 880   | Miglior prestazione personale            | 6734         | 8    |
| 10   | B      | Fredrik Samuelsson      | Svezia                      | –    | –    | o    | o    | xo   | xxx  |      |      |      |      |      |      | 4,80      | 849   |                                          | 6477         | 15   |
| 10   | B      | Vitaliy Zhuk            | Bielorussia                 | o    | –    | o    | o    | xo   | xxx  |      |      |      |      |      |      | 4,80      | 849   | Miglior prestazione personale stagionale | 6631         | 14   |
| 10   | A      | Harrison Williams       | Stati Uniti                 | –    | –    | –    | o    | xo   | –    | xxx  |      |      |      |      |      | 4,80      | 849   |                                          | 6650         | 12   |
| 13   | B      | Pieter Braun            | Paesi Bassi                 | –    | o    | xo   | o    | xxo  | xxx  |      |      |      |      |      |      | 4,80      | 849   |                                          | 6779         | 7    |
| 14   | B      | Solomon Simmons         | Stati Uniti                 | xo   | –    | o    | xo   | xxo  | xxx  |      |      |      |      |      |      | 4,80      | 849   |                                          | 6860         | 5    |
| 15   | B      | Damian Warner           | Canada                      | –    | o    | o    | xo   | xxx  |      |      |      |      |      |      |      | 4,70      | 819   |                                          | 7073         | 3    |
| 15   | A      | Cedric Dubler           | Australia                   | –    | –    | –    | xo   | –    | xxx  |      |      |      |      |      |      | 4,70      | 819   |                                          | 6664         | 11   |
| 17   | B      | Martin Roe              | Norvegia                    | –    | xo   | xo   | xxx  |      |      |      |      |      |      |      |      | 4,60      | 790   |                                          | 5588         | 21   |
| 18   | B      | Georni Jaramillo        | Venezuela                   | –    | xo   | xxx  |      |      |      |      |      |      |      |      |      | 4,50      | 760   |                                          | 5935         | 20   |
| 19   | B      | Keisuke Ushiro          | Giappone                    | o    | xxx  |      |      |      |      |      |      |      |      |      |      | 4,40      | 731   | Miglior prestazione personale stagionale | 6181         | 17   |
|      | A      | Kévin Mayer             | Francia                     | –    | –    | xxr  |      |      |      |      |      |      |      |      |      | nm        | 0     |                                          | 6310         | 16   |
|      | A      | Devon Williams          | Stati Uniti                 | –    | xxx  |      |      |      |      |      |      |      |      |      |      | nm        | 0     |                                          | 5943         | 19   |
|      | B      | Lindon Victor           | Grenada                     | –    | –    | xxx  |      |      |      |      |      |      |      |      |      | nm        | 0     |                                          | 5345         | 22   |

### Lancio del giavellotto
| Pos. | Gruppo | Atleta                  | Nazionalità                 | Lancio | Lancio | Lancio | Misura | Punti | Note                                     | Punti totali | Pos. |
| Pos. | Gruppo | Atleta                  | Nazionalità                 | 1      | 2      | 3      | Misura | Punti | Note                                     | Punti totali | Pos. |
| ---- | ------ | ----------------------- | --------------------------- | ------ | ------ | ------ | ------ | ----- | ---------------------------------------- | ------------ | ---- |
| 1    | B      | Niklas Kaul             | Germania                    | 75,42  | 79,05  | –      | 79,05  | 1028  | Miglior prestazione personale            | 7850         | 3    |
| 2    | A      | Janek Õiglane           | Estonia                     | 72,46  | 69,90  | 70,28  | 72,46  | 927   | Miglior prestazione personale            | 7593         | 6    |
| 3    | A      | Maicel Uibo             | Estonia                     | 63,83  | 63,41  | 60,79  | 63,83  | 796   | Miglior prestazione personale stagionale | 7869         | 1    |
| 4    | A      | Thomas Van der Plaetsen | Belgio                      | 62,23  | 61,00  | 63,67  | 63,67  | 793   | Miglior prestazione personale stagionale | 7469         | 9    |
| 5    | B      | Damian Warner           | Canada                      | 62,87  | 56,58  | 59,52  | 62,87  | 781   |                                          | 7854         | 2    |
| 6    | B      | Keisuke Ushiro          | Giappone                    | 61,36  | 60,08  | 60,09  | 61,36  | 758   |                                          | 6939         | 16   |
| 7    | B      | Martin Roe              | Norvegia                    | 59,22  | 58,33  | 60,61  | 60,61  | 747   |                                          | 6335         | 19   |
| 8    | A      | Kai Kazmirek            | Germania                    | 60,08  | 58,16  | 58,94  | 60,08  | 739   | Miglior prestazione personale stagionale | 6790         | 17   |
| 9    | B      | Pieter Braun            | Paesi Bassi                 | 56,27  | 59,84  | 59,12  | 59,84  | 735   |                                          | 7514         | 7    |
| 10   | A      | Ilya Shkurenyov         | Atleti Neutrali Autorizzati | 57,38  | 59,56  | 58,64  | 59,56  | 731   | Miglior prestazione personale stagionale | 7826         | 4    |
| 11   | A      | Cedric Dubler           | Australia                   | 59,04  | 53,55  | 54,29  | 59,04  | 723   | Miglior prestazione personale            | 7387         | 11   |
| 12   | B      | Vitaliy Zhuk            | Bielorussia                 | 56,84  | 53,08  | 58,66  | 58,66  | 718   |                                          | 7349         | 12   |
| 13   | B      | Georni Jaramillo        | Venezuela                   | 57,67  | x      | 58,15  | 58,15  | 710   |                                          | 6645         | 18   |
| 14   | A      | Pierce LePage           | Canada                      | 57,42  | 55,32  | –      | 57,42  | 699   | Miglior prestazione personale stagionale | 7796         | 5    |
| 15   | B      | Fredrik Samuelsson      | Svezia                      | 49,34  | 57,39  | 55,35  | 57,39  | 699   |                                          | 7176         | 15   |
| 16   | A      | Tim Nowak               | Germania                    | 56,52  | x      | 56,76  | 56,76  | 689   |                                          | 7325         | 13   |
| 17   | B      | Paweł Wiesiołek         | Polonia                     | 53,74  | 55,00  | 54,11  | 55,00  | 663   |                                          | 7397         | 10   |
| 18   | B      | Solomon Simmons         | Stati Uniti                 | x      | 53,25  | x      | 53,25  | 637   |                                          | 7497         | 8    |
| 19   | A      | Harrison Williams       | Stati Uniti                 | 48,59  | 45,86  | 46,26  | 48,59  | 568   |                                          | 7218         | 14   |

### 1500 m piani
| Pos. | Atleta                  | Nazionalità                 | Tempo   | Punti | Note                                     | Punti totali | Pos. |
| ---- | ----------------------- | --------------------------- | ------- | ----- | ---------------------------------------- | ------------ | ---- |
| 1    | Niklas Kaul             | Germania                    | 4'15"70 | 841   | Miglior prestazione personale stagionale | 8691         | 1    |
| 2    | Tim Nowak               | Germania                    | 4'22"18 | 797   |                                          | 8122         | 10   |
| 3    | Maicel Uibo             | Estonia                     | 4'31"51 | 735   | Miglior prestazione personale stagionale | 8604         | 2    |
| 4    | Cedric Dubler           | Australia                   | 4'34"75 | 714   |                                          | 8101         | 11   |
| 5    | Vitaliy Zhuk            | Bielorussia                 | 4'35"45 | 709   |                                          | 8058         | 13   |
| 6    | Pieter Braun            | Paesi Bassi                 | 4'35"62 | 708   |                                          | 8222         | 7    |
| 7    | Janek Õiglane           | Estonia                     | 4'36"24 | 704   |                                          | 8297         | 6    |
| 8    | Fredrik Samuelsson      | Svezia                      | 4'39"48 | 684   |                                          | 7860         | 15   |
| 9    | Damian Warner           | Canada                      | 4'40"77 | 675   |                                          | 8529         | 3    |
| 10   | Harrison Williams       | Stati Uniti                 | 4'40"96 | 674   |                                          | 7892         | 14   |
| 11   | Ilya Shkurenyov         | Atleti Neutrali Autorizzati | 4'41"95 | 668   | Miglior prestazione personale stagionale | 8494         | 4    |
| 12   | Paweł Wiesiołek         | Polonia                     | 4'42"06 | 667   |                                          | 8064         | 12   |
| 13   | Thomas Van der Plaetsen | Belgio                      | 4'43"95 | 656   |                                          | 8125         | 9    |
| 14   | Solomon Simmons         | Stati Uniti                 | 4'44"17 | 654   |                                          | 8151         | 8    |
| 15   | Pierce LePage           | Canada                      | 4'45"09 | 649   | Miglior prestazione personale            | 8445         | 5    |
| 16   | Kai Kazmirek            | Germania                    | 4'49"16 | 624   |                                          | 7414         | 17   |
| 17   | Keisuke Ushiro          | Giappone                    | 4'52"12 | 606   |                                          | 7545         | 16   |
| 18   | Martin Roe              | Norvegia                    | 5'08"91 | 510   |                                          | 6845         | 18   |
|      | Georni Jaramillo        | Venezuela                   |         | dnf   |                                          | 6645         | 19   |

### Classifica finale[2]
| Pos. | Atleta                  | Nazionalità                 | Punti | Note                                     |
| ---- | ----------------------- | --------------------------- | ----- | ---------------------------------------- |
|      | Niklas Kaul             | Germania                    | 8691  | Miglior prestazione personale            |
|      | Maicel Uibo             | Estonia                     | 8604  | Miglior prestazione personale            |
|      | Damian Warner           | Canada                      | 8529  |                                          |
| 4    | Ilya Shkurenyov         | Atleti Neutrali Autorizzati | 8494  | Miglior prestazione personale stagionale |
| 5    | Pierce LePage           | Canada                      | 8445  |                                          |
| 6    | Janek Õiglane           | Estonia                     | 8297  | Miglior prestazione personale stagionale |
| 7    | Pieter Braun            | Paesi Bassi                 | 8222  |                                          |
| 8    | Solomon Simmons         | Stati Uniti                 | 8151  |                                          |
| 9    | Thomas Van der Plaetsen | Belgio                      | 8125  |                                          |
| 10   | Tim Nowak               | Germania                    | 8122  |                                          |
| 11   | Cedric Dubler           | Australia                   | 8101  |                                          |
| 12   | Paweł Wiesiołek         | Polonia                     | 8064  |                                          |
| 13   | Vitaliy Zhuk            | Bielorussia                 | 8058  |                                          |
| 14   | Harrison Williams       | Stati Uniti                 | 7892  |                                          |
| 15   | Fredrik Samuelsson      | Svezia                      | 7860  |                                          |
| 16   | Keisuke Ushiro          | Giappone                    | 7545  |                                          |
| 17   | Kai Kazmirek            | Germania                    | 7414  |                                          |
| 18   | Martin Roe              | Norvegia                    | 6845  |                                          |
| 19   | Georni Jaramillo        | Venezuela                   | 6645  |                                          |
|      | Devon Williams          | Stati Uniti                 | dnf   |                                          |
|      | Kévin Mayer             | Francia                     | dnf   |                                          |
|      | Lindon Victor           | Grenada                     | dnf   |                                          |
|      | Basile Rolnin           | Francia                     | dnf   |                                          |